# Anzano del Parco
Anzano del Parco är en ort och kommun i provinsen Como i regionen Lombardiet i Italien. Kommunen hade 1 812 invånare (2018).